# Zygaena romeo
Zygaena romeo is een vlinder uit de familie bloeddrupjes (Zygaenidae). De wetenschappelijke naam is voor het eerst geldig gepubliceerd in 1835 door Duponchel.
De soort komt voor in Europa.